# Andelle
Pour les articles homonymes, voir Andelle (homonymie).
L’Andelle est une rivière française d'une longueur de 56,9 kilomètres, affluent de la rive droite du fleuve la Seine, dans les deux départements de l'Eure et de la Seine-Maritime, dans la région de Normandie.

## Géographie

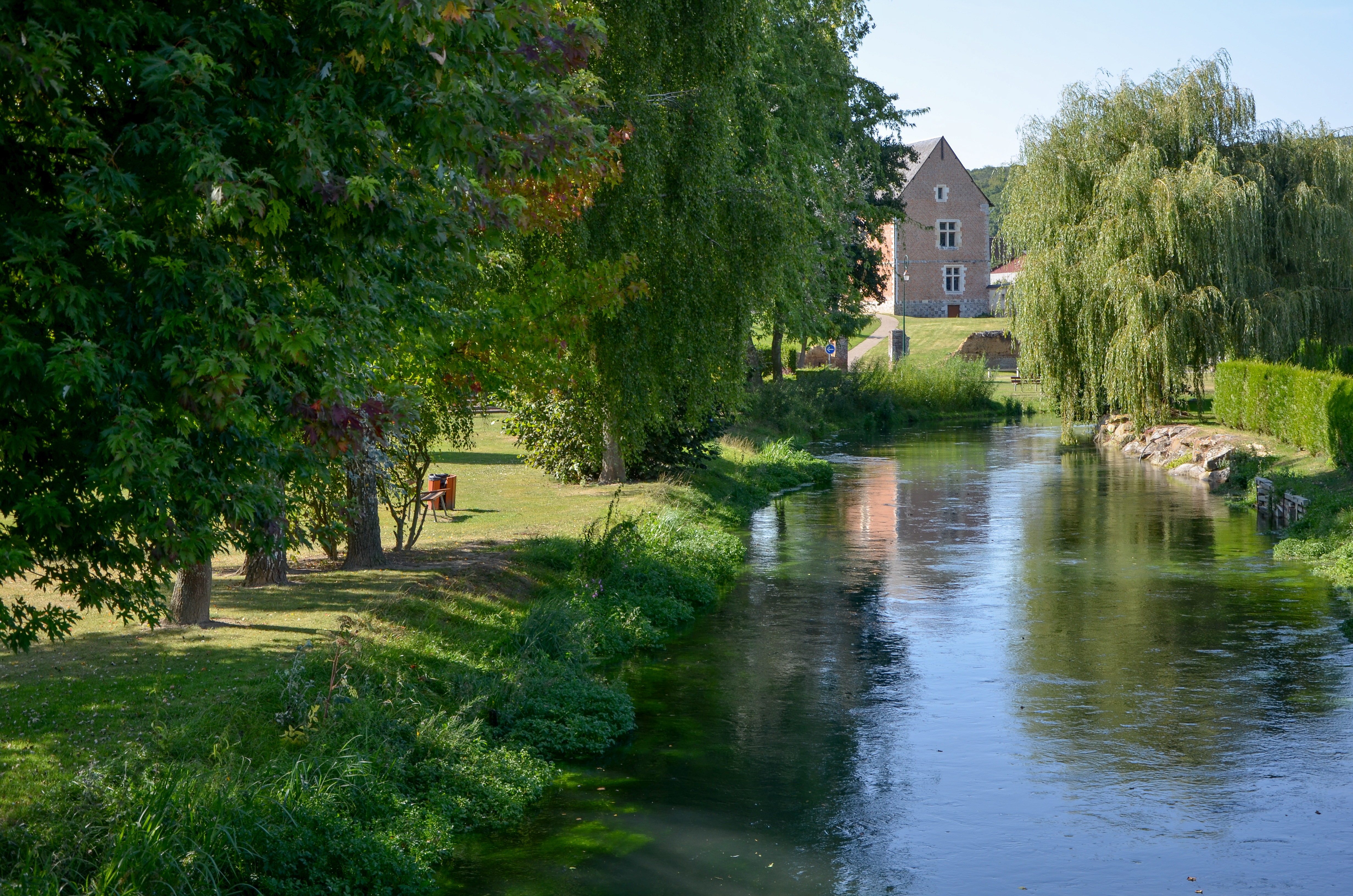
L'Andelle à Perriers-sur-Andelle en période de basses eaux (septembre).

L’Andelle prend sa source dans la Seine-Maritime, dans le pays de Bray, à Serqueux, près de Forges-les-Eaux, à une altitude de 149 mètres, près du lieu-dit les Bruyères.
L'Andelle coule dans une vallée aux versants abrupts, où affleure la craie, et entaille le Vexin normand, avant de rejoindre la Seine dans la boucle de Poses (département de l’Eure). Elle conflue après avoir parcouru  56,8 kilomètres depuis sa source à une altitude de 5 mètres sur la commune de Pîtres,.
À Vascœuil, elle reçoit son principal affluent droit le Crevon 16,6 km ainsi que le Héron (rd) 13,8 km tout au nord de la commune.
À Charleval, elle reçoit un principal affluent gauche, la Lieure 15,2 km, alimenté par son affluent le Fouillebroc (Mortemer).

### Communes traversées
Elle arrose vingt-quatre communes :
- dans la Seine-Maritime : Serqueux, Forges-les-Eaux, Roncherolles-en-Bray, Mauquenchy, La Ferté-Saint-Samson, Rouvray-Catillon, Sigy-en-Bray, Le Mesnil-Lieubray, La Hallotière, Nolléval, Morville-sur-Andelle, Le Héron, Elbeuf-sur-Andelle et Croisy-sur-Andelle ;
- dans l’Eure : Vascœuil, Perruel, Perriers-sur-Andelle, Charleval, Fleury-sur-Andelle, Radepont, Douville-sur-Andelle, Pont-Saint-Pierre, Romilly-sur-Andelle et Pîtres.

### Toponymes
L'Andelle a donné son hydronyme à sept communes : trois communes dans la Seine-Maritime et à quatre dans l'Eure :
- Morville-sur-Andelle, Elbeuf-sur-Andelle, Croisy-sur-Andelle, et
- Perriers-sur-Andelle, Fleury-sur-Andelle, Douville-sur-Andelle, Romilly-sur-Andelle.

L'Andelle a aussi donné son hydronyme au canton de Romilly-sur-Andelle.

### Bassin versant
L'Andelle traverse les six zones hydrographiques H322, H323, H324, H325, H326, H327 pour une superficie totale de 64 769 km2. Son bassin hydrographique est relativement étendu mais ses limites sont imprécises, les vallées sèches étant plus nombreuses que les vallées humides par suite de l'enfouissement des eaux dans la roche perméable et de la faiblesse du réseau superficiel.

### Organisme gestionnaire
L'organisme gestionnaire est le syndicat mixte du bassin versant de l'Andelle, sis à Croisy-sur-Andelle.

## Affluents
L'Andelle a neuf affluents référencés :
- le ruisseau de la Moussée (rg[note 1]) 2,2 km sur les deux communes de La Ferté-Saint-Samson et Roncherolles-en-Bray ;
- le ruisseau Sainte-Marie (rd) 1,3 km sur la seule commune de Roncherolles-en-Bray ;
- le ruisseau des Viviers (rd) 2,5 km sur les trois communes de Mauquenchy, Roncherolles-en-Bray, et Rouvray-Catillon ;
- le ruisseau de Randillon (rd) 2,6 km sur les deux communes de Mauquenchy, et Rouvray-Catillon ;
- le ruisseau la Roulée (rg) 7,2 km sur les trois communes d'Argueil, La Ferté-Saint-Samson, et Sigy-en-Bray avec un affluent :
  - le ruisseau de la Picardie (rg) 1,4 km sur les deux communes d'Argueil et Mésangueville ;
- le ruisseau de Bievredent (rg) 6,6 km sur les trois communes de Fry, Mésangueville et Le Mesnil-Lieubray ;
- la rivière le Héron (rd) 13,8 km sur six communes : Bosc-Roger-sur-Buchy, Elbeuf-sur-Andelle, Le Héron, Héronchelles, Rebets, Vascœuil, et avec deux stations qualité ;
- la rivière le Crevon (rd) 16,6 km sur sept communes : Blainville-Crevon, Catenay, Ry, Saint-Aignan-sur-Ry, Saint-Denis-le-Thiboult, Saint-Germain-des-Essourts, Vascœuil, et avec deux stations qualité ;
- la rivière la Lieure (rg) 15,2 km sur six communes et avec un affluent, le Fouillebroc.

### Rang de Strahler
Donc son rang de Strahler est de trois par la Lieure.

## Hydrologie
Le débit moyen interannuel ou module de l'Andelle à Pîtres, au niveau de son confluent, est de 7,2 mètres cubes par seconde.

## Une vallée industrielle
Jusqu’à la fin du XVIIIe siècle, la vallée de l’Andelle était occupée de moulins à blé, mis à part des hauts-fourneaux en activité au XVIe siècle à Normanville (Le Mesnil-Lieubray) par sa proximité avec la forêt de Lyons et les minerais du pays de Bray. Courant XVIIIe, des moulins à foulon se sont établis en aval de la vallée, fonctionnant pour les villes lainières voisines, Louviers et Elbeuf (onze en 1757 sur les communes de Pont-Saint-Pierre et Romilly). Du fait de la proximité avec Elbeuf, l’activité se développa dans la vallée par la création de nouveaux foulons et de filatures.
En 1782, une fonderie de cuivre équipée d’un laminoir s’établit à l’emplacement d’un ancien moulin à Romilly-sur-Andelle.
L’activité dans la vallée était constituée d'impression sur étoffe, de filatures et de tissage.
L’impression sur étoffe a suscité dans un premier temps le plus d’initiatives, avec la création de deux fabriques, en 1778 à Charleval et en 1793 à Lyons-la-Forêt (la Lieure, affluent de l’Andelle), à la suite du départ d’anciens ouvriers de la manufacture d’Eauplet, près de Rouen. Sous la Restauration, d’autres établissements ouvrent, mais l’activité périclite et, en 1840, seule la grande fabrique « Daliphard, Dessart et Cie » de Radepont subsiste, et fermera à la fin du siècle.
Les débuts de la filature remontent à 1793, avec un premier établissement sur le domaine de l’ancienne abbaye Notre-Dame de Fontaine-Guérard, à Douville-sur-Andelle. Il faut attendre la Restauration pour voir l’ouverture de nombreuses filatures parsemant la vallée, en raison de l’installation de Rouennais (tels Charles Levavasseur) en quête de ressources hydrauliques (déviation de la rivière pour l'alimentation de la filature de Pont-Saint-Pierre). Vers 1840, de véritables entreprises sont créées, indépendantes d’autres sites, intégrant tissage et filature. Cet âge d’or dura jusque dans les années 1880. Puis fermetures, reconversions et crises ont eu raison de la majorité des sites.
On dénombre, sur les cinquante kilomètres le long de l'Andelle, une centaine d'ouvrages hydrauliques, surtout compris entre Vascœuil et son embouchure.

## Écologie
Selon le Sandre, sur son cours, sont référencées dix « stations qualité » et deux « stations poissons ».
De nombreux moulins – soixante-neuf – existent sur l'Andelle, et sont en discussion ou en sursis, à la suite des recommandations du BRGM, par crainte des inondations.
Son cours est peuplé, entre autres, de truites.